# Schorle

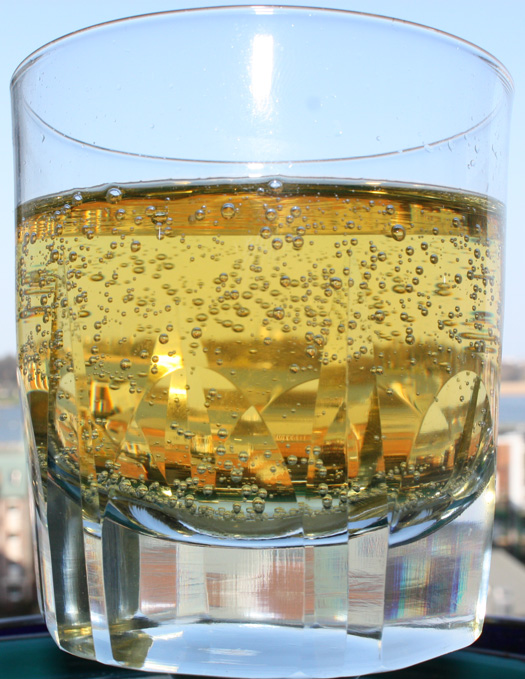
Apfelsaftschorle

Eine Schorle (seit der ersten Hälfte des 20. Jahrhunderts verkürzt für Schorlemorle), auch Spritzer oder Gespritzter genannt, ist eine Mischung aus:
- Wein mit Mineralwasser, Schorle sauer, Sauergespritzter, in Österreich Weißer/Roter Gespritzter bzw. G’spritzter (Aussprache: Gschpritzter) oder Spritzer.
- Wein mit Zitronenlimonade, Schorle süß („Arbeitersekt“), oder Cola („Cola-Schoppen“, „Korea“) in Österreich Cola-rot (regional: Bonanza, Fetzi) oder -weiß
- Fruchtsaft mit Mineralwasser, Saftschorle, Fruchtschorle oder Fruchtsaftschorle, in Österreich Apfelsaft g’spritzt, Orangensaft g’spritzt usw.

Schorle (meist „die“ Schorle, in Baden-Württemberg „das“ oder „der“ Schorle, in der Pfalz „der“ Schorle) ist vor allem im Sommer als Erfrischungsgetränk beliebt. Das Mischungsverhältnis liegt bei etwa eins zu eins, bei Fruchtschorle ist der Wasseranteil mitunter erheblich höher.

## Herkunft des Wortes Schorle
Laut Duden-Herkunftswörterbuch ist das Wort Schorlemorle eine seit dem 18. Jahrhundert zuerst als Schurlemurle in Niederbayern bezeugte Bezeichnung für ein Mischgetränk aus Wein und Mineralwasser. Die Herkunft des Wortes ist ungewiss; es handelt sich vielleicht um eine sprachspielerische Bildung, ähnlich wie die schon für das 16. Jahrhundert bezeugten Bezeichnungen für Bier scormorrium in Münster und Murlepuff in Straßburg. Das in Süddeutschland seit dem 16. Jahrhundert bezeugte Schurimuri („aufgeregter, hektischer Mensch“) und das ältere niederdeutsche Schurrmurr („Mischmasch“) könnten damit verwandt sein.
Nach Kluge liegt dem Wort Schorlemorle dagegen wohl das mundartliche südwestdeutsche schuren („sprudeln“) zu Grunde.
Henning Petershagen führt in einem Artikel der Südwest Presse auch andere Deutungsversuche auf, zum Beispiel eine Verwandtschaft zum niederländischen Begriff schorriemorrie (Gesindel, Pöbel). Die digitale bibliotheek voor de Nederlandse letteren führt das Wort auf das persisch-türkische schurmur zurück, das „Konfusion, Tumult“ bedeutet und ähnlich lautend im Albanischen, Serbischen, Slowenischen und Russischen nachzuweisen ist – bis hin zum spanischen churriburri. Das findet sich im Wörterbuch der königlich-spanischen Akademie als zurriburri (Durcheinander, niederes Subjekt, Pöbel). Das orientalische schurimuri soll demnach in der Urbedeutung von „Durcheinander“ nach Europa vorgedrungen sein, wo es zur Charakterbezeichnung (auch zum Familiennamen) und zur Benennung des Getränke-Durcheinanders geworden sein soll.

## Mischung mit Wein

### Deutschland

#### Weinschorle
Wein ist die Grundlage für die Weinschorle. Bevorzugte Rebsorten sind vor allem Riesling (Rieslingschorle), Blauer Portugieser, Weißherbst (Weißherbstschorle), Müller-Thurgau (Müller-Schorle) oder Silvaner. Je nach Vorliebe können diese Mischungen unter der Bezeichnung Schorle sauer mit kohlesäurehaltigem Mineralwasser, süß mit Zitronenlimonade oder auch in Kombination mit süßem und saurem Mineralwasser (süß-sauer) getrunken werden.
In der Pfalz wird der Schorle (üblich ist dort die maskuline Form, oft ohne r Scholle ausgesprochen) häufig mit einem Mischungsverhältnis, in dem der Wein mitunter deutlich dominiert, serviert; je nach Ausschankpersonal wird insbesondere in Weinstuben oder auf Weinfesten das Glas überwiegend mit Wein gefüllt und nur mit wenig Wasser verdünnt. Traditionell wird Schorle in der Pfalz in einem 0,5 Liter fassenden Glas, dem Pfälzer Schoppenglas, manchmal auch in der Ausführung als Dubbeglas, serviert.
Eine spezielle pfälzische Schorle wird Persching (pfälzische Dialektbezeichnung für den Pfirsich) genannt. Der Persching enthält zur einen Hälfte Roséwein, meist Weißherbst vom Portugieser, zur anderen Hälfte süße Orangenlimonade, so dass die Färbung des Getränks an Pfirsichsaft erinnert.
Schorleähnlich sind auch Mischungen aus Wein mit Cola: Cola rot und Cola weiß, das heißt Mischungen von Cola mit Rotwein bzw. Weißwein.

#### Gespritzter
In einigen Gegenden Deutschlands wird Schorle Gespritzter genannt, womit nicht immer dasselbe gemeint ist:
In Hessen bezeichnet Gespritzter eine 2:1 bis 3:1 Mischung aus Apfelwein und Mineralwasser. In traditionellen Apfelweinwirtschaften wird er nur in dieser Form in gerippten Apfelweingläsern serviert. Heute wird er oft als Sauergespritzter bezeichnet, um ihn vom Süßgespritzten, der mit Limonade gemischt wird, zu unterscheiden.
In Rheinhessen ist ein Gespritzter oder „sauer Gespritzter“ eine Mischung aus Weißwein oder Rotwein mit Mineralwasser. Zudem gibt es dort auch noch Mischungen mit Cola oder Zitronenlimonade.
In Bayern versteht man darunter etwa dasselbe wie in Österreich:

### Österreich

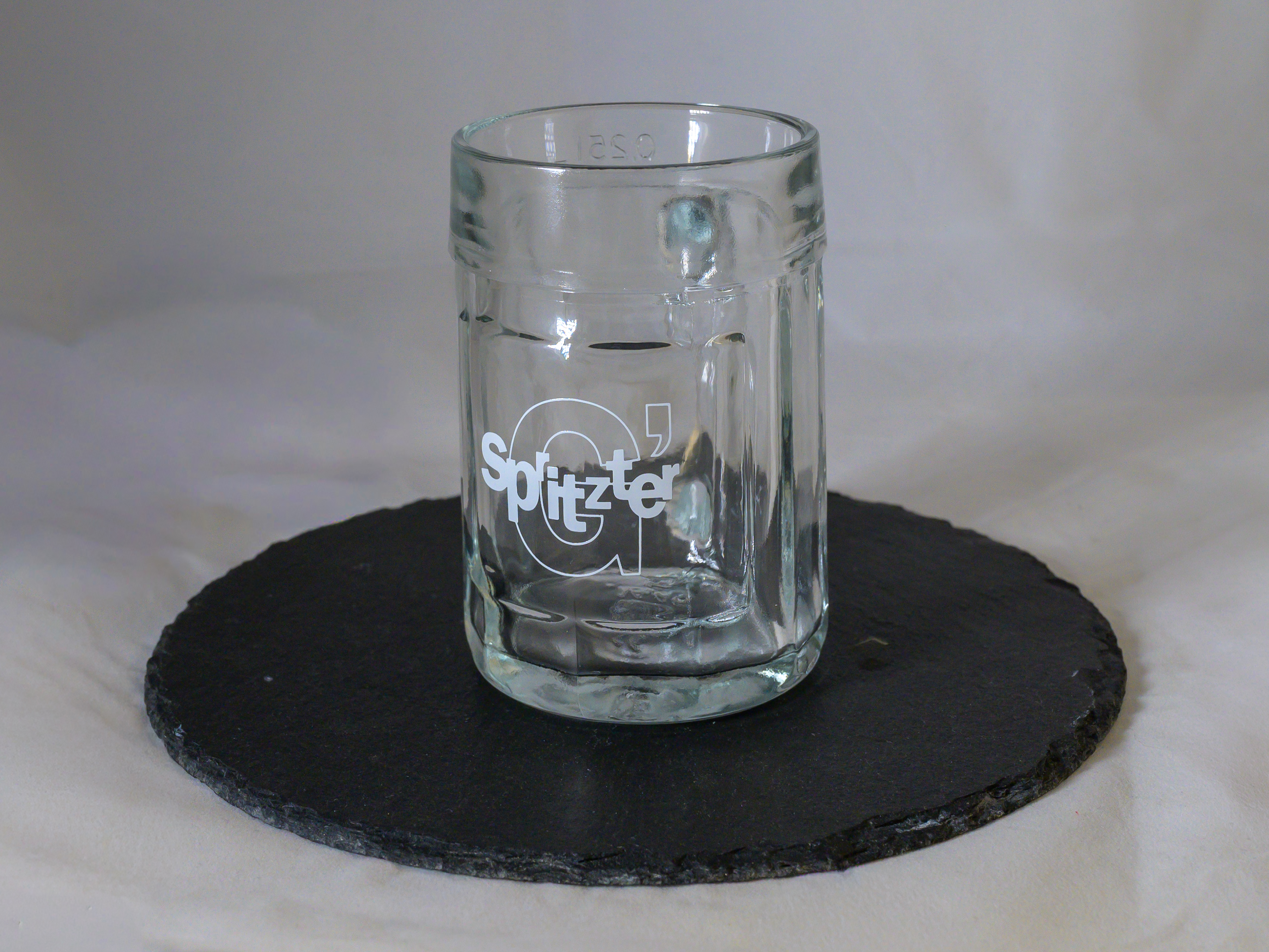
Viertelliterglas G'Spritzer in einer Wiener Buschenschank

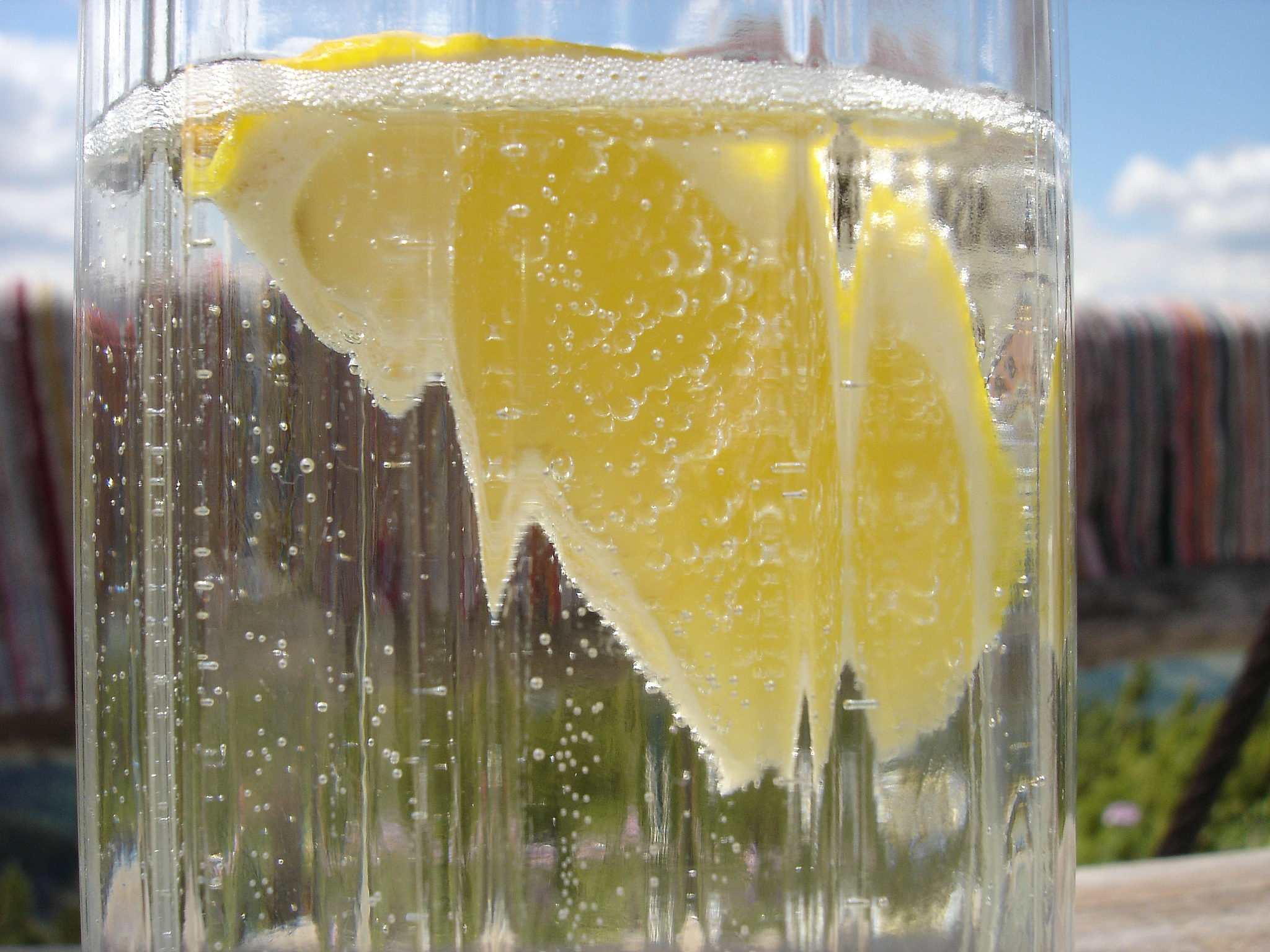
Sommerspritzer in Saalfelden, Österreich

Laut § 3 der Weinbezeichnungsverordnung ist ein G’spritzter (auch Gespritzter, Spritzer) ein Getränk, das aus mindestens 50 % Wein und höchstens 50 % Soda- oder Mineralwasser besteht. Das Getränk selbst muss mindestens 4,5 % Vol. Alkohol enthalten. Die Bezeichnung Schorle ist in Österreich nicht gebräuchlich.
Umgangssprachlich verwendet man die Ausdrücke Sommerspritzer (Sommergespritzter) für eine Mischung mit weniger Wein, meist im Verhältnis 1 zu 3.
Es gibt sowohl rote als auch weiße Gespritzte, wobei in ländlichen Gegenden bis in die 1980er Jahre grundsätzlich nur der Weiße ausgeschenkt wurde. Bei diesen Rot- und Weißweinmischgetränken wird meist keine Rebsorte angegeben. Es handelt sich praktisch ausnahmslos um Tafelweine. Traditionell wird Veltliner oder Zweigelt aus der Doppelliterflasche verwendet.
Üblicherweise wird der Gespritzte in 0,25-Liter-Stielgläsern oder Henkelgläsern aufgetragen. Wenn ein großer Gespritzter bestellt wird, bekommt man 0,5 Liter meist im Bierglas serviert.
Bei einem Süßen Gespritzten wird statt des Wassers Kräuterlimonade (z. B. Almdudler) verwendet, andere Bezeichnungen sind Almweiß, Liftler oder Tiroler. Als Kaiserspritzer oder Kaisergespritzter wird ein Gespritzter mit einem Schuss Holunderblütensirup bezeichnet.
In Wien wurde ein Gespritzter selten auch Sprüher oder Sprühwein genannt. In manchen Gegenden Niederösterreichs nennt man ihn auch Siphon. In der Steiermark wird er als Spritzer bezeichnet, wenn Wein mit Sodawasser gemischt wird. Wird der Wein mit Mineralwasser gemischt, heißt das Getränk Mischung.
In den Bundesländern Vorarlberg und Tirol sind die Bezeichnungen Weiß-Süß, Weiß-Sauer, Rot-Süß, Rot-Sauer üblich. Dabei handelt es sich um Gespritzte in 0,25-Liter-Stielgläsern oder Henkelgläsern im Mischungsverhältnis von etwa 50 % Weiß- beziehungsweise Rotwein und ca. 50 % kohlensäurehältiges Mineralwasser (sauer) beziehungsweise Zitronenlimonade (süß). Die Bezeichnung Gespritzter wird überall verstanden, aber kaum verwendet.
„Gespritzter“ beziehungsweise „die Gespritzte“ wird in Ostösterreich auch als abfällige Bezeichnung für Personen verwendet.

### Schweiz
In der Schweiz ist Gespritzter ein mit Mineralwasser („Sauergespritzter“) oder Limonade („Süßgespritzter“) gemischter Weißwein.

### Ungarn
Die verschiedenen Mischungen aus (meist trockenem) Wein und prickelndem Mineralwasser haben auch in Ungarn eine lange Tradition. Sie werden allgemein als fröccs („Spritzer“) bezeichnet, aber die zahlreichen Varianten (mit Wein und Wasser in verschiedenen Mischungsverhältnissen) haben verschiedene fantasievolle Namen in der ungarischen Sprache.

### Weitere Länder
Abgeleitet vom österreichischen Gespritzten trinkt man in Nordostitalien einen Spritz (oder Spriz, Spriss oder Sprisseto).
Im Gebiet des ehemaligen Jugoslawien sind die analogen Bezeichnungen für Wein mit Mineralwasser špricer und gemišt üblich. Die Mischung von Rotwein mit Cola oder Limonade wird hingegen (vor allem in Kroatien) Bambus genannt.
In Spanien ist die Mischung aus Rotwein und Zitronenlimonade unter dem Namen Tinto de verano bekannt.
Im Baskenland trinkt man oft kalimotxo, eine Mischung von Rotwein und Cola.
In Großbritannien kennt man Rot- oder Weißweinschorle seit etwa Mitte der 1980er Jahre als „Spritzer“.

## Mischung mit Saft
Saftschorle, auch Fruchtschorle oder Fruchtsaftschorle, ist eine Mischung aus Mineralwasser sowie Fruchtsaft und wird aufgrund der großen Beliebtheit heute auch von Getränkeherstellern fertig abgefüllt angeboten. Im Normalfall wird kohlensäurehaltiges Mineralwasser benutzt.
Der Wasseranteil kann stark variieren, liegt jedoch typischerweise um die 50 % – üblicherweise 40 % bis 60 %. Besonders beliebt ist Apfelsaftschorle, gut eignen sich auch besonders saure oder bittere Fruchtsorten wie die der Grapefruit, deren Saft unverdünnt oft weniger bekömmlich ist. Es werden auch besonders süße Fruchtsorten als Schorle verdünnt, etwa als Kirschsaftschorle. Fruchtsaftschorle enthält weniger Energie (physiologischer Brennwert) als reine Fruchtsäfte. In Österreich verbreitet ist das Soda Zitron, ein Mineralwasser mit Zitronensaft.

### Apfelschorle
Apfelschorle, auch Apfelsaftschorle oder gespritzter Apfelsaft (in Hessen, Bayern und Österreich), wird besonders gerne als Sportgetränk getrunken, da es zum einen Mineralien, zum anderen Kohlenhydrate enthält und zudem annähernd isotonisch ist.
Die im Handel erhältlichen Versionen enthalten einen Fruchtanteil von 55 % bis 60 % und 5 g bis 6 g fruchteigenen Zucker pro 100 Milliliter. Außerdem wird teilweise synthetisches Apfelaroma zugesetzt, was zu unnatürlichem und fremdartigem Geschmack führen kann.
Es ist zwischen Schorle und „Fruchtsaftgetränken“ zu unterscheiden. Die teilweise minderwertige Qualität letztgenannter Getränke wurde in einem Bericht der Stiftung Warentest vom April 2007 bestätigt, bei dem nur ein einziges Fruchtsaftgetränk die Note „befriedigend“ erhielt, während die anderen Produkte mit „mangelhaft“ bewertet wurden. Stiftung Warentest bemängelte vor allem den hohen Zuckeranteil, den sehr geringen Saftanteil sowie den durch Aromazusätze stark verfälschten Geruch und Geschmack. So stellten die Tester u. a. Birnen- und Bananenaromen fest; ein Getränk roch sogar nach „Shampoo mit Apfelduft“.